# Ernest Chantre

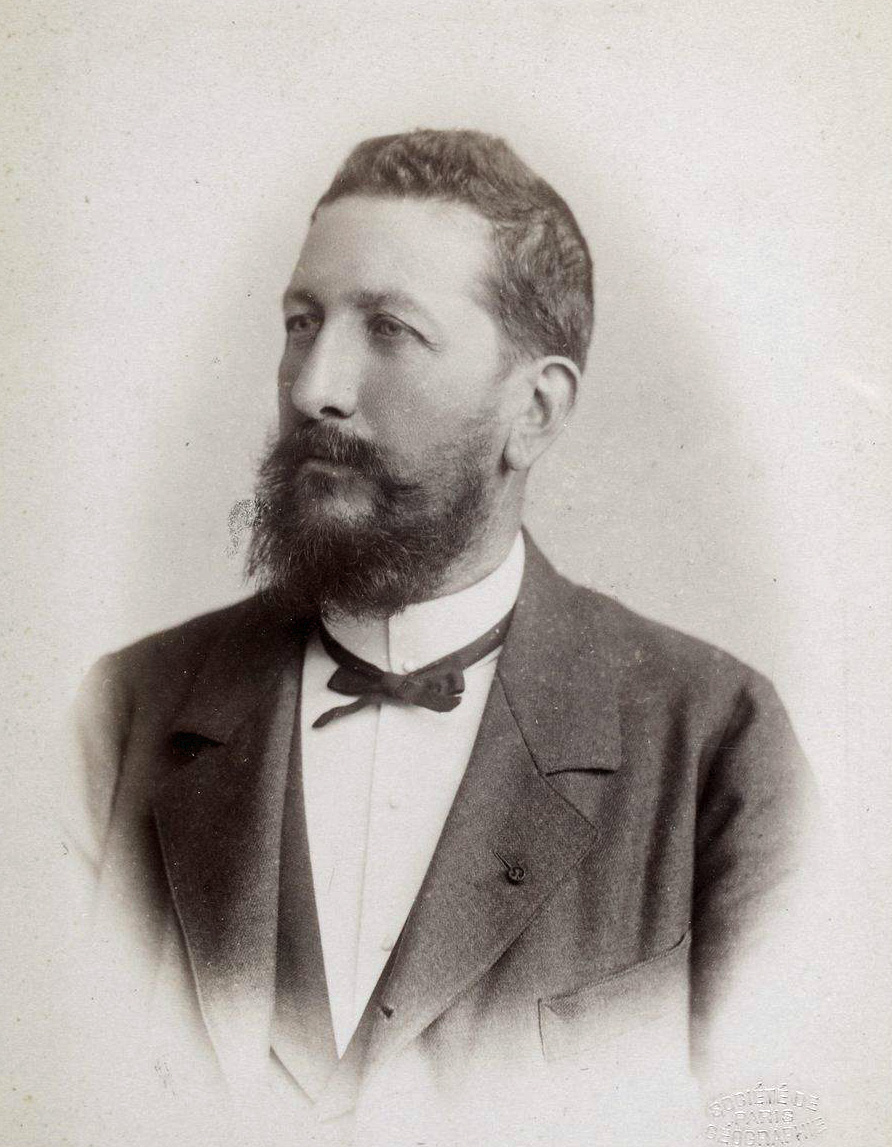
Ernest Chantre

Ernest Chantre (13 de enero de 1843, Lyon – 24 November 1924, Écully) fue un prominente arqueólogo y antropólogo francés.
De 1878 a 1910 fue un instructor para las clases de geología y antropología del  Muséum de Lyon , y al mismo tiempo impartía cuross de antro pología en la Faculté des Sciences in Lyon (1881–1908). Desde 1873 hasta 1888 fue el editor de la revista  Matériaux pour l'Histoire primitive et naturelle de l'Homme.
Del año 1873 a 1913 se involucró en numerosas misiones científicas por Asia Menor, África del Norte, Armenia y el Cáucaso.
Fue un miembro fundador de la Société de géographie de Lyon (1873) y la  Société préhistorique française (1904). También fue miembro de la Société géologique de France (desde 1867) y la Société linnéenne de Lyon (desde1885). En 1882 la subespecia del pato aguja africano, Anhinga rufa chantrei  fue nombrada en su honor por el ornitólogo Émile Oustalet.

## Trabajos selectos
- Études paléoethnologiques dans le bassin du Rhône. Âge du bronze; recherches sur l'origine de la métallurgie en France, 1875 – Estudios Paleoetnológicos de la cuenca del Ródano. La edad de Bronce: investigación de los orígenes de la metalurgia en Francia.
- Études paléontologiques dans le Bassin du Rhône, période quaternaire, 1880 (with Louis Lortet) – Estudios paleoetnológicos de la cuenca del Ródano, periodo Cuaternario.
- Recherches paléoethnologiques dans la Russie méridionale et spécialement au Caucase et en Crimée, 1881 – Investigación Paleoetnolóica de Rusia meridional, especialmente el Cáucaso y Crimea.
- Recherches anthropologiques dans le Caucase (4 volumes) 1885–87 – Investigaciones antropologicas en el Cáucaso.
- Les Arméniens; esquisse historique et ethnographique, 1896 – Los Armenios, esquema histórico y etnográfico.
- Recherches archéologiques dans l'Asie occidentale : mission en Cappadoce, 1893-1894, (with Ernest Leroux), 1898 – Investigación arqueológica en Asia occidental; misión a Cappadocia en 1893–94.
- Paléontologie humaine : l'homme quaternaire dans le bassin du Rhône : étude géologique et anthropologique : propositions données par la faculté, 1901 – Paleontología Humana, el hombre cuaternario en la cuenca del Ródano.
- Recherches anthropologiques dans l'Afrique Orientale; Egypte, 1904 – Investigaciones antropologicas en el África Oriental: Egipto.
- Recherches anthropologiques dans la Berbérie orientale, Tripolitaine, Tunisie, Algérie, (with Lucien Joseph Bertholon), 1913 – Investigación antropológica en Berbería, Trípoli, Túnez, Algeria.[3]